# Francis Edward Bache
Francis Edward Bache (Birmingham, 14 de setembro de 1833 — Birmingham, 24 de agosto de 1858) foi um organista e compositor inglês.

## Biografia
Bache nasceu em Birmingham como o mais velho de sete filhos de Samuel Bache, um conhecido ministro unitarista.
Desde pouca idade, Bache mostrou talento extraordinário para a música, aprendendo assiduamente piano, órgão e violino, sendo este último o instrumento no qual fez mais progressos sob a tutela de Alfred Mellon. Foi convidado a tocar na orquestra dos festivais de Birmingham de 1846 e 1847. Após ter decidido adotar a música como sua profissão, Bache abandonou a escola regular no verão de 1849, e, depois de estudar por um curto período de tempo com James Stimpson, mudou-se para Londres, e continuou seus estudos musicais com William Sterndale Bennett.
Em outubro de 1850, Bache obteve o cargo de organista na All Saints Church, em Gordon Square, e em novembro do mesmo ano a sua primeira abertura foi apresentada no Adelphi Theatre. De 1849 a 1853 trabalhou duro em Londres, ensinando, estudando e compondo inúmeras peças para piano. Em outubro 1853 foi para Leipzig, onde permaneceu até o final do ano seguinte, e estudou com Moritz Hauptmann e Louis Plaidy, retornando para a Inglaterra, depois de uma curta estadia em Paris, em 1855. Obteve uma nomeação como organista em Hackney, mas logo foi forçado pela tuberculose a voltar para casa.
Em 1856 Bache foi para Argel, onde por algum tempo os sintomas da doença que o afetava foram controlados. De Argel, retornou para Leipzig passando por Paris, e passou o inverno seguinte, em Roma. Em junho de 1857 voltou para casa, e passou o inverno seguinte em Torquay, mas em seu retorno a Birmingham, em abril de 1858, gradualmente sua saúde deteriorou, morrendo em 24 de agosto do mesmo ano.
Ao avaliar a posição da Bache como compositor, não se pode negar que, tanto no que diz respeito a obras publicadas, a promessa foi maior do que o seu desempenho; de seus trabalhos inéditos, que incluem duas óperas completas, uma polonesa para piano, orquestra, etc., não houve, infelizmente, oportunidade para julgar o mérito. Mas, ainda que muito do que ele escreveu fosse, obviamente, um trabalho efêmero e imaturo cuja força foi impedida pela doença de atingir o seu pleno desenvolvimento, ainda existe algumas de suas composições, especialmente entre suas canções, que mostram que ele era possuidor de uma genialidade, e que continuará a ocupar uma posição de honra entre as melhores produções de músicos ingleses.

## Obras selecionadas
- Andante and Allegro em Ré maior, para órgão
- 5 Charakterstücke para piano, op. 15 (pub. 1855)
- Duo brilhante para violino e piano
- Concerto para Flauta (1852)
- 3 Impromptus para piano, op. 1
- 4 Mazurcas de Salon, op. 13 (publicação de 1855)
- 6 Melodias, canções para voz e piano, op. 16 (1850)
- Concerto para piano em Mi maior, op. 18 (1856)
- Trio para Piano em Ré Menor, op. 25 (c. 1852, publicação 1865)
- Polonaise para piano e orquestra, op. 9 (1854)
- 2 Romances para violino e piano (ou violoncelo e piano), op. 21 (publicação de 1859)
- Rubezahl, ópera (1852)
- Souvenirs d'Italie para piano, op. 19
- Souvenirs de Torquay para piano, op. 26 (publicação de 1859)
- Quarteto de cordas em Fá maior, (1851)
- Which is Which, ópera